# سیارک ۱۰۸۶۵
سیارک ۱۰۸۶۵ (به انگلیسی: 10865 Thelmaruby، نامگذاری:1995SO33) ده هزار و هشتصد و شصت و پنجمین سیارک کشف شده‌است که در ۲۱ سپتامبر ۱۹۹۵ کشف شد.
قدر مطلق سیارک برابر ۱۲٫۹۰ است.